# Halocyprida
Halocyprida – rząd skorupiaków z gromady małżoraczków i podgromady Myodocopa.
Przedstawiciele rzędu mają dwugałęziowe czułki drugiej pary o spłaszczonych członach i gałęziach równej długości. Na karapaksie brak jest wcięć. Odnóża tułowiowe albo nie występują albo jest ich tylko jedna para.
Małżoraczki te zasiedlają wody morskie. W większości wchodzą w skład planktonu, niektóre w skład mesopsammonu.
Znanych jest blisko 400 współczesnych gatunków, klasyfikowanych w dwóch podrzędach:
- Cladocopina Sars, 1866
- Halocypridina Dana, 1853